# 橘子紅了
《橘子紅了》是台灣作家琦君的一部言情小說，也是她的最後一部小說。 該小說曾經改編為電視劇，并走紅兩岸。

## 小說簡介
每年橘子紅了的時節，就是大伯返鄉的日子。對於苦苦守候大伯的大媽來說，這是她一年最期待的時候。但是對於大伯來說，雖然鄉下有大媽，而且城裡有二姨太嫣紅，卻苦於一直沒自由子嗣。為了留住大伯并為家族傳承香火，大媽做主為大伯納了三姨太秀芬。秀芬很快懷孕，她肚裡的孩子成了整個家族的期待和某些人的嫉妒根源。就在秀芬即將瓜熟蒂落的時候，一切卻成為黃粱一夢。而在收拾秀芬的遺物時，一個香袋打破了所有人的寧靜……

## 反響評價
《橘子紅了》一書獲得了讀者的正面評價。在豆瓣讀書頻道，2001年由人民文學出版社出版的簡體版第一版《橘子紅了》基於772人評價而獲得了7.6分（滿分10分）； 而在2009年由鳳凰出版傳媒集團和江蘇文藝出版社聯合出版的簡體版第二版《橘子紅了》基於198人評價而獲得了7.7分（滿分10分）； 而由洪範書店出版在1991年出版的正體中文版《橘子紅了》則基於99人的評價而獲得了8.3分。 同時簡體版第二版的橘子紅了在當當網上也得到了730條評論，得分四星半（滿分五顆星）。

## 作品改編

### 電影
《橘子紅了》曾在製片人徐立功的推動下，邀請作家吳孟樵進行電影版的改編工作。雖然這個製片計劃入圍了電影輔導金計劃，但最終還是計劃流產。

### 電視劇
《橘子紅了》電視劇是根據作家琦君的同名小說所改編，由北京榮信達影視藝術有限公司出品。台灣公共電視於2001年在公視頻道播出。該劇由李少紅執導，周迅、黃磊、寇世勳、歸亞蕾等人主演。

### 地方戲曲
溫州市甌劇研究院根據《橘子紅了》小說改編成甌劇《秀芬》。 該劇在溫州首演時獲得了極大的反響， 后改名為《橘子紅了》入選浙江省第13屆戲劇節決賽。

## 外部連結
- 豆瓣读书上《橘子紅了》的資料 （简体中文）